# Akal Takht

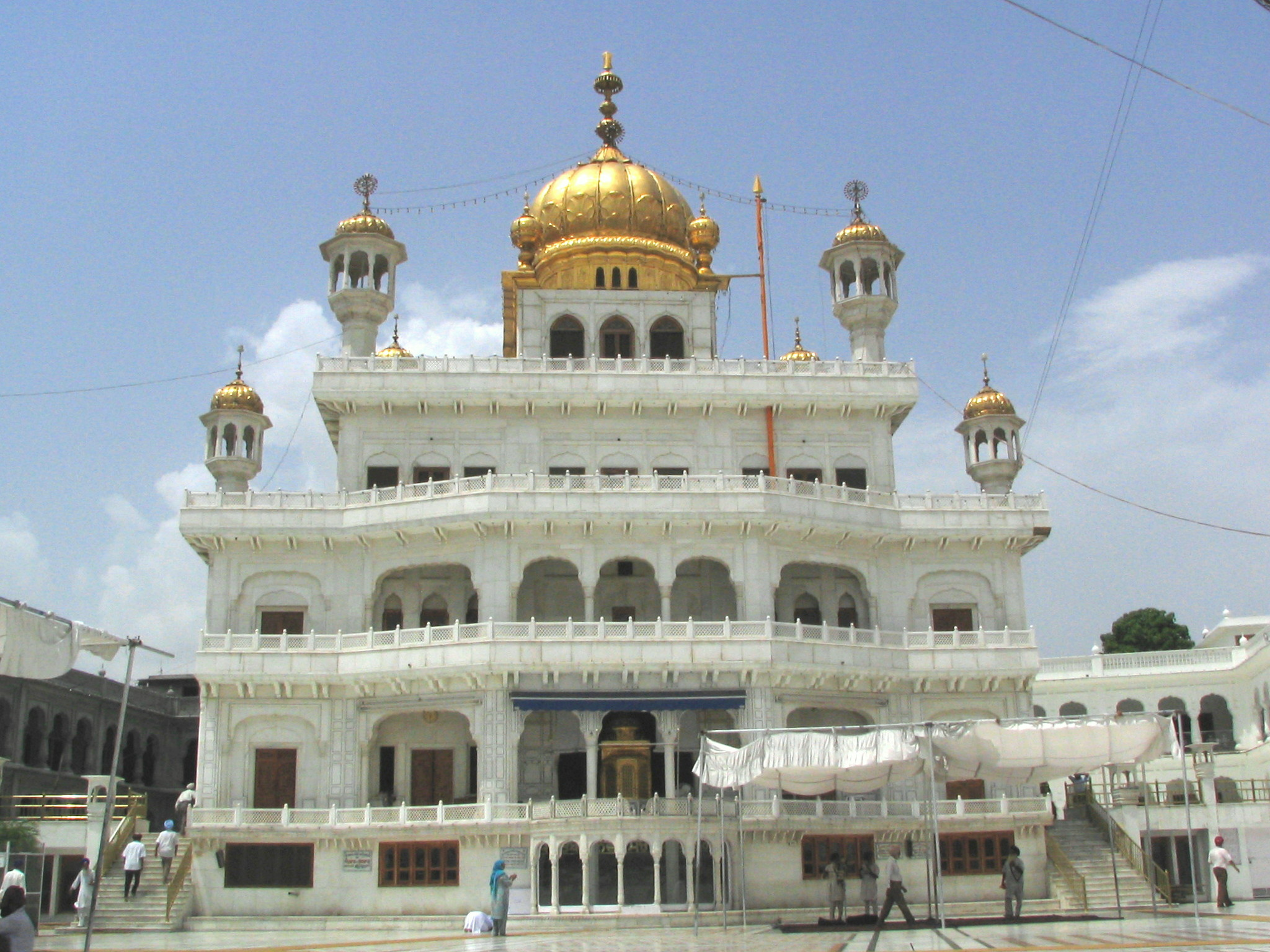
Akal Takht

Akal Takht (auch Akal Takhat; Panjabi: ਅਕਾਲ ਤਖ਼ਤ, akāl takhat) ist ein Gebäude im Komplex des Goldenen Tempels der Sikhs in der nordindischen Stadt Amritsar. Der Name bedeutet „Sitz (Thron) des zeitlosen Einen“. Gemeint ist damit der Sitz von Gott.
Der Akal Takht ist einer von „fünf Takht“ (Thron oder Sitz der Autorität). Der Jathedar (religiöser Führer) des Akal Takht und die vier weiteren Jathedat der übrigen Takhts sind zusammen die körperlichen religiösen Anführer der Sikhs.
Das Gebäude wurde ursprünglich von dem sechsten Guru, Guru Hargobind, als Symbol für die politische Souveränität der Sikhs errichtet. Außerdem symbolisierte er im 17. und 18. Jahrhundert den politischen und militärischen Widerstand gegen das Mogulreich. Ahmed Shah Abdali führte im 18. Jahrhundert eine Reihe von Angriffen auf den Akal Takht und den Goldenen Tempel durch, wobei der gesamte Komplex sogar einmal völlig zerstört wurde. Am 4. Juni 1984 wurde er während der Operation Blue Star, die zur Vertreibung militanter Sikhs durch die indische Armee dienen sollte, sehr stark beschädigt.
Das heutige Gebäude wurde ab 1986 komplett neu gebaut und ist größer als das ursprüngliche.